# Головний корпус Віденського університету
Головний корпус Віденського університету  (нім. Hauptgebäude der Universität Wien, зазвичай скорочується до Hauptuni) — будівля по вулиці Рінґштрассе (нім. Ringstraße) у віденському районі Внутрішнє місто, спроєктована Генріхом фон Ферстелем для розміщення Віденського університету. Проєкт будівлі розроблений в дусі історизму в архітектурі (у стилі італійського неоренесансу) під впливом вивчення Ферстелем старих університетських будівель в Болоньї, Падуї, Генуї та Римі. Розробка проєкту будівлі почалася 1873 року, будівництво корпусу тривало з 1877 по 1884. Будівля була урочисто відкрита імператором Францем Йосифом І 11 жовтня 1884 року.

## Меморіали у галереях внутрішнього дворику головного корпусу Віденського університету
У галереях внутрішнього дворику (Arkadenhof) головного корпусу Віденського університету встановлено понад 150 меморіалів (пам'ятних знаків) у вигляді бюстів та меморіальних дощок видатним науковцям та випускникам Університету. Серед меморіалів ушанованих осіб зокрема є: 
| Зображення | Меморіал                                         | Фах вшанованої особи | Митець-виготовлювач | Рік встановлення | Номер |
| ---------- | ------------------------------------------------ | -------------------- | ------------------- | ---------------- | ----- |
|            | меморіальна дошка Карлу фон Чіларжу              | юрист                | Alfred Hofmann      | 1927             | 1     |
|            | Denkmal für Joseph von Sonnenfels                | Jurist               | Alois Düll          | 1891             | 4     |
|            | Denkmal für Gustav Demelius                      | Jurist               | Wilhelm Seib        | 1897             | 5     |
|            | Denkmal für Franz von Zeiller                    | Jurist               | Emanuel Pendl       | 1891             | 6     |
|            | Denkmal für Hans Kelsen                          | Jurist               | Ferdinand Welz      | 1984             | 17    |
|            | Denkmal für Heinrich Lammasch                    | Jurist               | Josef Humplik       | 1953             | 19    |
|            | бюст Карла Антона фон Мартіні                    | юрист                | Hans Mauer          | 1917             | 50    |
|            | Меморіальна дошка Миколі Сергійовичу Трубецькому | Філолог              | Vanja Radauš        | 1974             | 81    |
|            | Denkmal für Adalbert Duchek                      | Mediziner            | Josef Grünhut       | 1901             | 82    |
|            | Бюст Ватрославу Ягичу                            | філолог              | Ivan Meštrović      | 1954             | 83    |
|            | Denkmal für Ernst Fleischl von Marxow            | Mediziner            | Emil Fuchs          | 1898             | 84    |